# Dolmen du Trépied
Cet article concerne le dolmen du Trépied à Saint-Sauveur (Guernesey). Pour le dolmen du Trépied à Flamanville, voir Pierre au Rey.
Le dolmen du Trépied est un dolmen situé au lieu-dit du Catioroc, dans la paroisse de Saint-Sauveur, sur l'ile Anglo-Normande de Guernesey.

## Localisation
Le dolmen du Trépied a été édifié sur une butte dominant la côte de la baie Pérelle, à environ 1 km à l'ouest du dolmen du Creux es Faies, à Guernesey.

## Description
Le dolmen est du type dolmen à couloir avec une forme en V. Il est orienté nord-est/sud-ouest. Il est délimité par douze orthostates et surmonté de trois tables de couverture.

## Historique
L'édifice a été fouillé par l'archéologue amateur F.C. Lukis en 1839-1840, qui y découvrit des ossements humains, des céramiques et des pointes de flèches. Son fils redressa la dalle située dans l'angle ouest qui était effondrée, mais elle s'effondra de nouveau au début du XXe siècle et fut à nouveau redressée en 1920.
Le dolmen a été daté du début du Néolithique.

## Folklore
Selon des comptes-rendus de procès de sorcières du XVIIe siècle, le dolmen aurait été un lieu de rendez-vous pour les sabbats du vendredi soir. Le Diable, déguisé en chat ou en chèvre noire, y trônait sur le dolmen, tandis que ses disciples, poussant des hurlements à sa gloire, dansaient autour de lui. Les sorcières, les Heroguiazes, criaient, dansaient tout en chantant : Qui hou hou, Marie Lihou, pour se moquer du sanctuaire de Notre-Dame de Lihou sur l'ile de Lihou.